# Magyar Királyi Állami Vas-, Acél- és Gépgyárak
A Magyar Királyi Állami Vas-, Acél- és Gépgyárak (röviden MÁVAG) a Magyar Királyi Államvasutak Gépgyára, a MÁV-ot mozdonyokkal és gördülőállománnyal ellátó gyár volt. Valaha több ezer főt foglalkoztató állami ipari nagyvállalatként működött, amely Budapest VIII. kerületében a Kőbányai út, a Hungária körút, Vajda Péter utca, Orczy út által határolt kiterjedt ipari terület létesítményeit foglalta magába. A Weiss Manfréd Acél- és Fémművekkel együtt a hazai gépgyártás egyik legnagyobb üzemeként tartották számon. Első mozdonyát 1873-ban gyártotta, leghíresebb terméke pedig az 1924-től gyártott 424-es gőzmozdony volt.
Munkásai a millennium előtt és körül érkeztek a Monarchia területéről és a környező országok ipari vidékeiről. Maga a gyár és a hozzá tartozó lakótelep egy korábbi temető területére épült, ahonnan még az ötvenes években is rendre kerültek elő csontok. A gyár leghíresebb termékei a gőzmozdonyok voltak. Az üzem szomszédságában volt a Ganz-gyár, amely gőz-, benzin- és dízelmotorkocsikat és -motorvonatokat, valamint személy- és teherkocsikat gyártott bel- és külföldi vasutak részére.

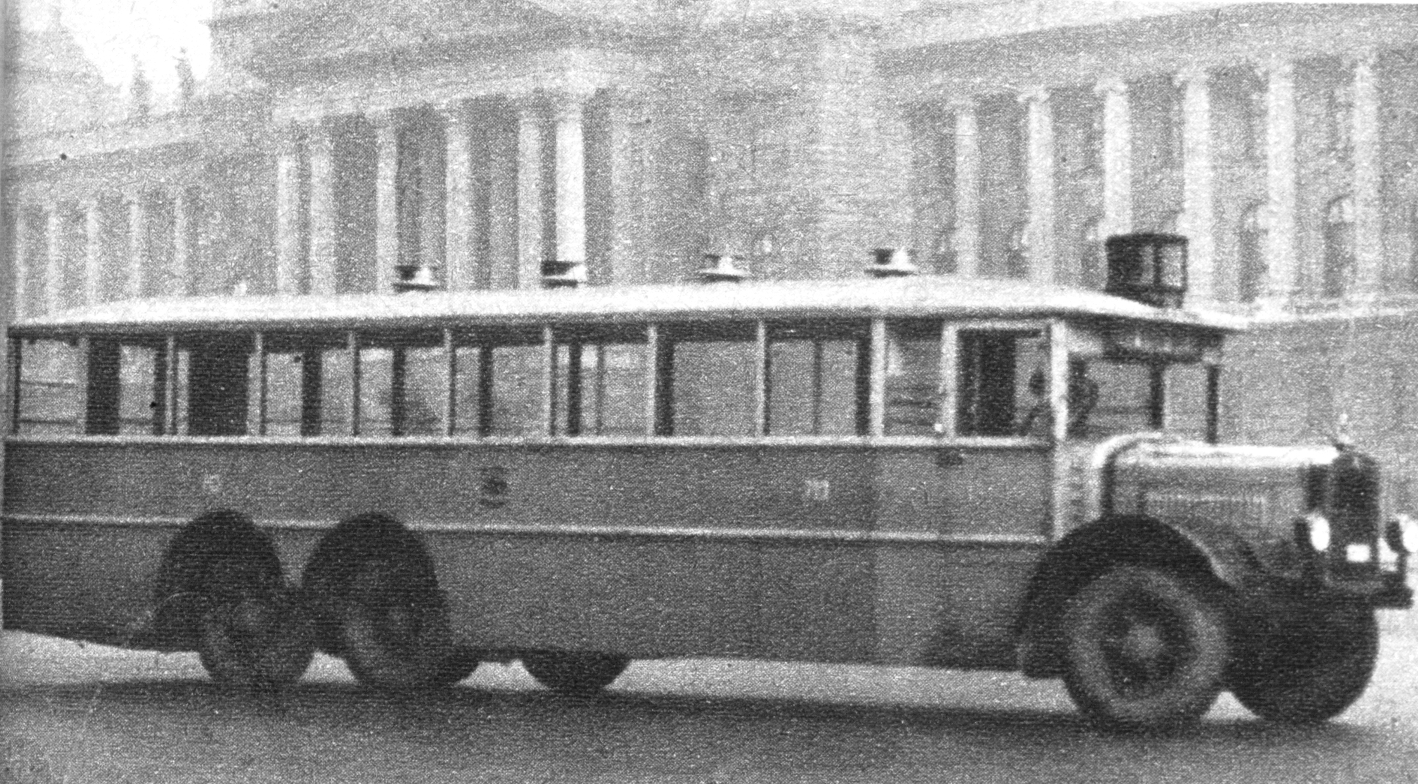
Háromtengelyes MÁVAG autóbusz

## Története

### Előzmények
Magyarország első vasútvonalának építése 1844 második felében kezdődött meg. A kész vonalon Pest és Rákospalota, később Pest és Vác közt állítólag ekkor közlekedett hazánkban első ízben befűtött gőzmozdony. A vaspálya ünnepélyes megnyitására 1846. július 15-én került sor.
A Kőbányai úti Gépgyár két elődcége az 1868-ban megalapított Magyar-belga Gép- és hajtóépítő társaság, valamint az Északi Járműjavító helyén létesült Magyar-svájci vasúti kocsigyár. Ez utóbbi cég készítette az Alföld–Fiumei Vasút vontatott járműveinek nagy részét. Azonban 1870-re mindkét cég csődbe jutott és felszámolás alá került.

### A kezdet

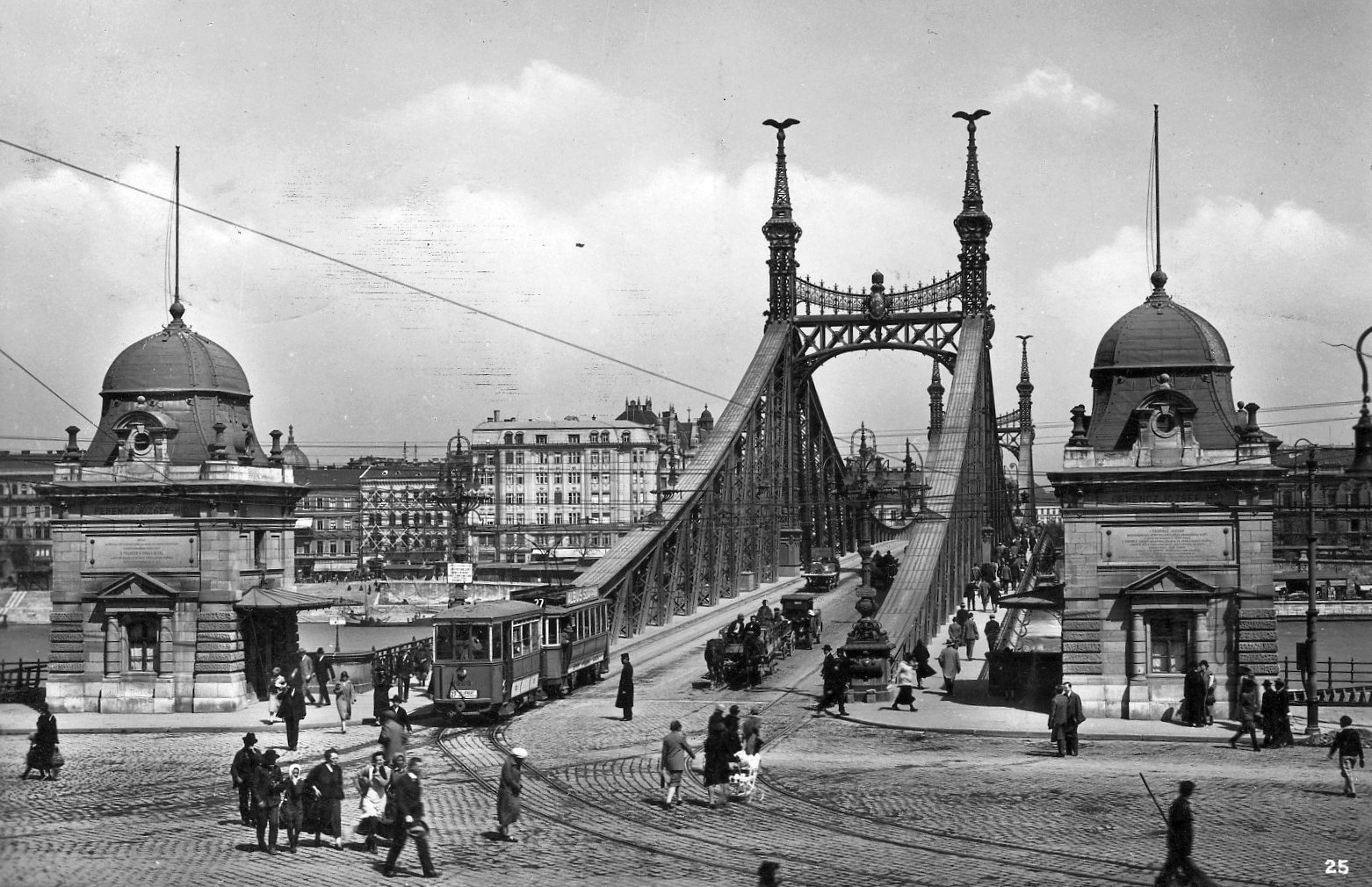
A Ferencz József híd

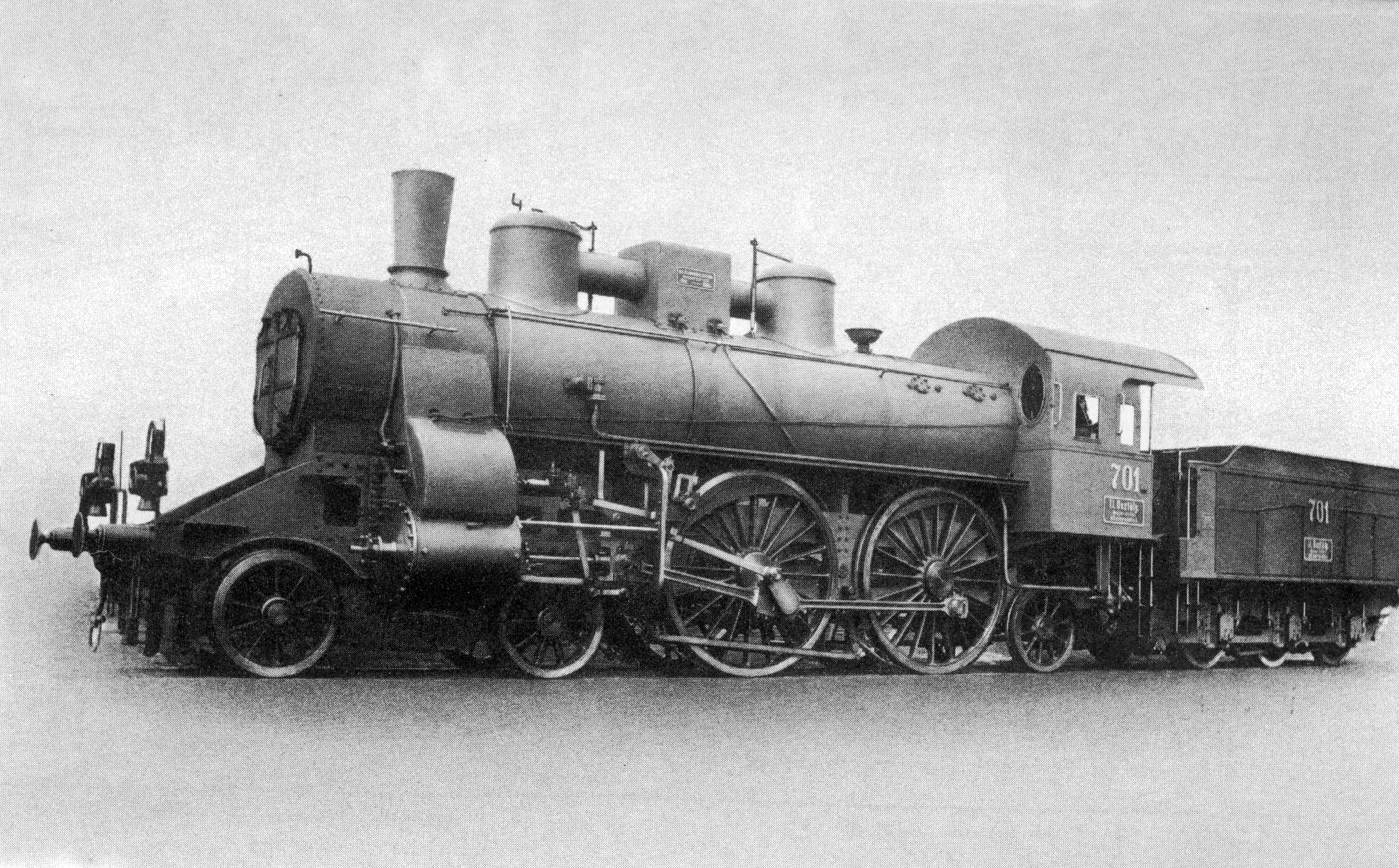
A gyár 1500. mozdonya

A két üzemet a magyar állam megvásárolta és közös irányítás alá helyezve 1870. augusztus 1-jével megalapította a Magyar Királyi Államvasutak Gép- és Kocsigyárát és előbb MÁV igazgatóságának kezelésébe adta, majd saját igazgatóságot hozott létre. A gyár első igazgatója Zimmermann Frigyes volt.
Az 1867. évi kiegyezés után elhárult az akadály a nemzeti ipar fejlődésének útjából, befejeződött az addigi mozdonyimport. Szaporodtak a társasági (magán) vasutak, amelyek MÁV-val együtt nagy mennyiségű mozdonyt és kocsit igényeltek. A gyár 1872-ben kezdte meg a járműgyártást, elsőként 50 db kokszszállító kocsit és a bécsújhelyi Sigl gyár tervei alapján az első hazai gyártású III. osztályú (később 335 sorozatú) tehervonati gőzös 1873-ban, melyet még abban az évben bemutattak a bécsi világkiállításon. Ezt a gőzöst 108 pályaszámmal, a 109 psz. társával együtt 1874. január 3-án állították forgalomba. A világgazdasági válság miatt a céget átmenetileg újra a MÁV kezelésébe helyezték. 1873. július 28-án leégett az egykori magyar-svájci kocsigyár épülete, melyet újjáépítettek, de ezután már nem a gyárhoz tartozott, hanem a MÁV saját főműhelye lett.
A gyár első saját tervezésű mozdonya, 7-es szerkezetszámmal 1878-ban készült el. A Tiszavidéki Vasút részére gyártott Szolnok nevű C-tengelyelrendezésű univerzális mozdonyt, mely később a MÁV-nál IIId. osztály-, végül 314 sorozatjelet kapta, bemutatták az az évi párizsi világkiállításon is. A gyár 1877-től mezőgazdasági erőgépek, majd cséplőgépek gyártását is megkezdte.
1880-ban a gyárat a magyar kormány összevonta a Diósgyőri Vasgyárral és közös igazgatóságot hozott létre M. Kir. Államvasutak Gépgyárának és a Diósgyőri M. Kir. Vas- és Acélgyárak Igazgatósága, Budapesten névvel. 1881-től a gyár nagyobb hidak építésére is képes volt és számos hidat épített a MÁV és a Kassa-Oderbergi Vasút részére, valamint itt készült a Keleti pályaudvar vasszerkezete is. A gyár vezetését 1881 júniusától Kordina Zsigmond vette át.
Az első igazán jelentős hazai fejlesztésű mozdony az 1883-as 10. szerkezetszámú, a MÁV-nál Ia osztályú, később a 220 sorozatú mozdonytípusa volt. Ugyanebben az évben készült el a gyár első kompaund rendszerű mozdonya a 15. szerkezetszámú, MÁV X. osztály 568 psz., később 20 sorozatú jármű, mely a gyár 75. elkészült gőzöse volt. 1884-ben a gyár vezetése a MÁV-tól a Kereskedelem- és közmunkaügyi m. kir. Minisztériumhoz került. A gyár igazgatója 1890-től Förster Nándor lett. Ez évben elkészült a gyár ezredik cséplőgépe.
A gyár 500. gőzmozdonyát a 28. szerkezetszámú, a MÁV-nál IIIe. osztály 2535 pályaszámú (később 326 sorozatú) mozdonyt 1893. május 31-én adták át. Az ezredik mozdony, a 31. szerkezetszámú MÁV Ie. osztály 468 pályaszámú (222 sorozat) mozdony már 1896-ra elkészült és a millenniumi kiállításon is bemutatták. Szintén 1896-ban készítette el a gyár az Újpesti vasúti híd és a Ferencz József-híd (ma: Szabadság híd) acélszerkezetét.
1900-ban készült el a gyár 1500. mozdonya, az 50. szerkezetszámú Il. osztály 701 psz. (201/202 sorozat), mely a 46. szerkezetszámú IVd. osztály 4405 pályaszámú (422 sorozat) és az Erdélyi Bányavasút „Govasdia” nevű keskenynyomközű mozdonyával együtt elnyerték a párizsi világkiállítás Grand Prix-jét, hasonlóan a gyár arató- és cséplőgépeihez és lokomobiljaihoz.
1900-tól a vasgyárak igazgatója Vajkay Károly, az Államvasúti Gépgyár vezetője pedig 1903-tól Róth Pál lett.

### A fénykor

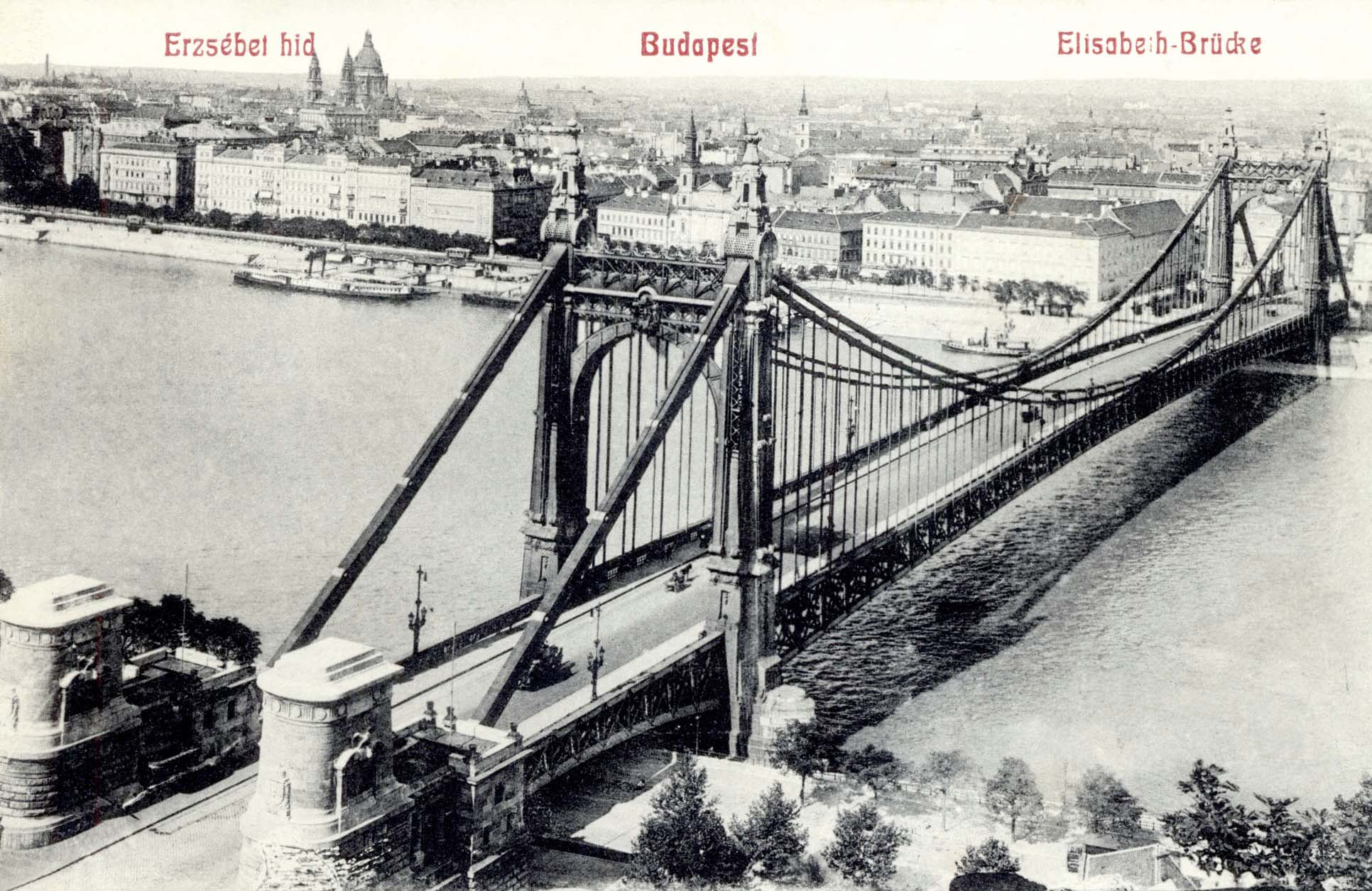
Az Erzsébet lánchíd

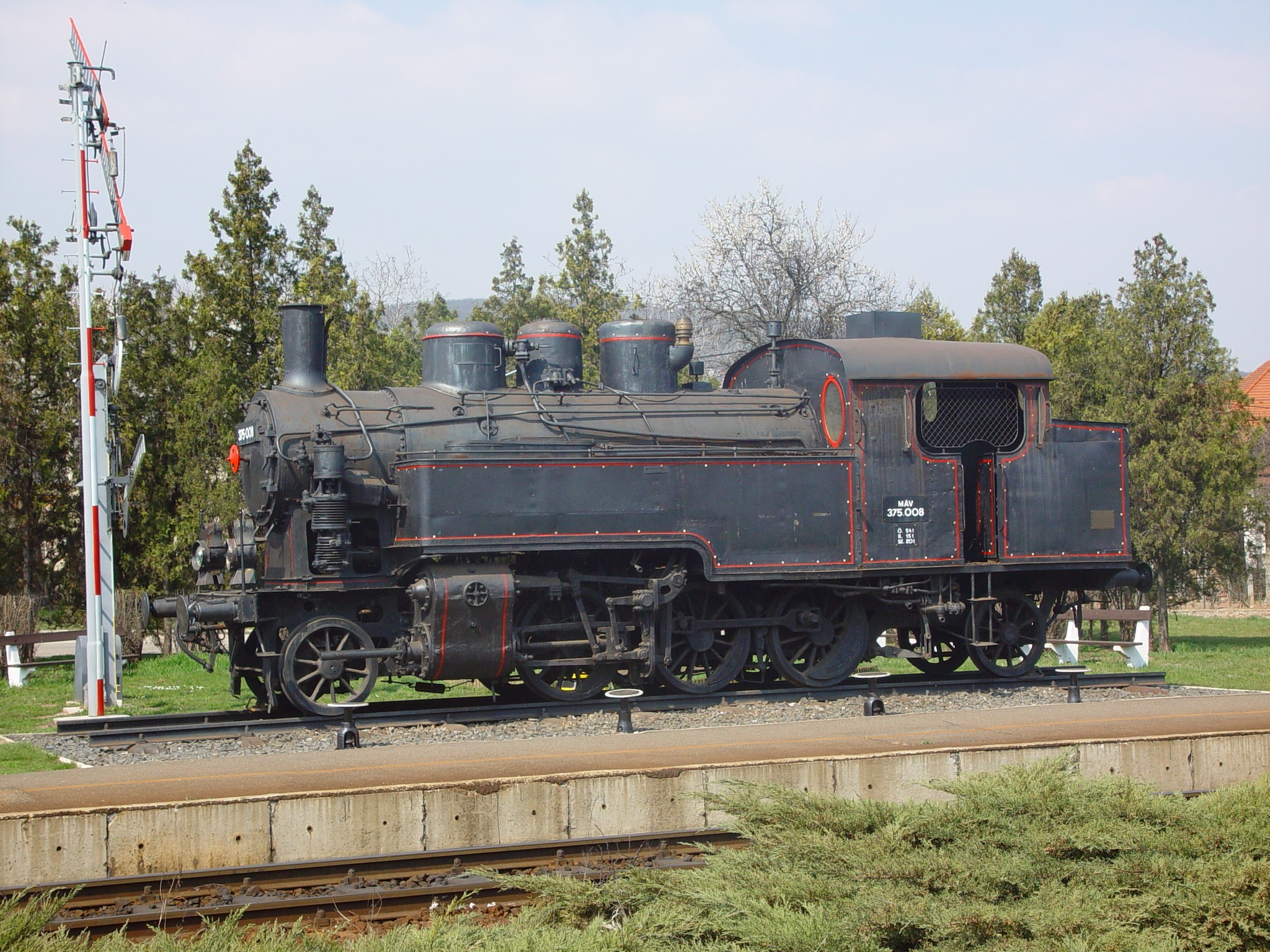
A MÁV TV osztályú, később 375 sorozatú gőzmozdonya Csopakon, az állomáson

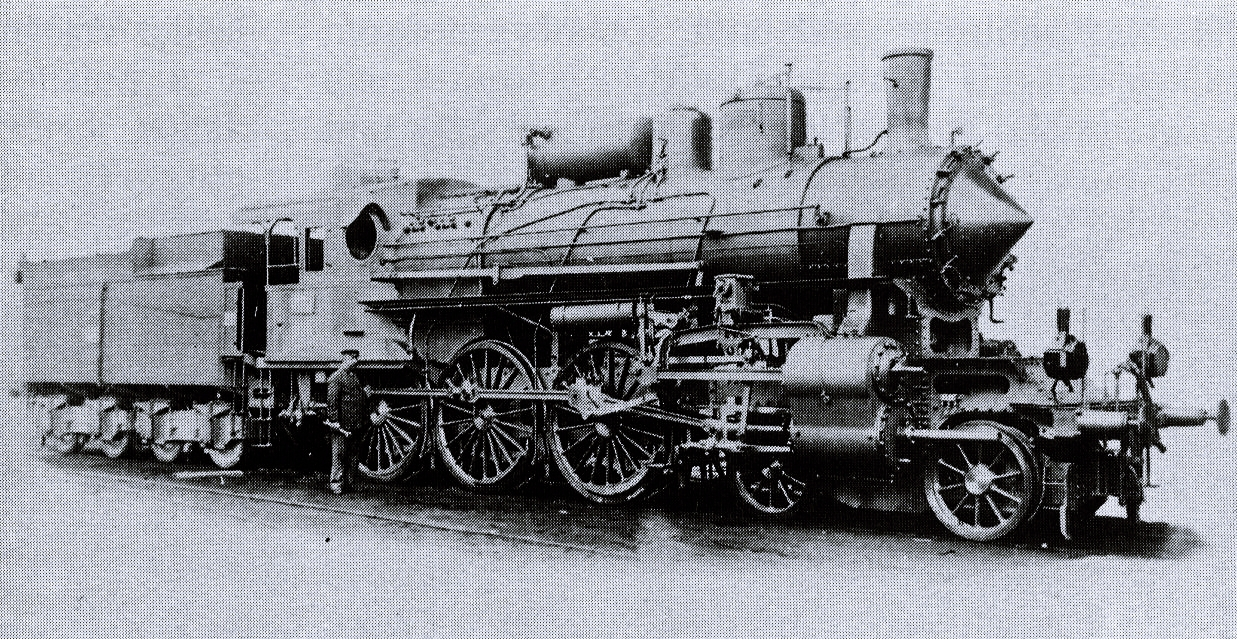
A MÁV 327 sorozatú gyorsvonati gőzmozdonya

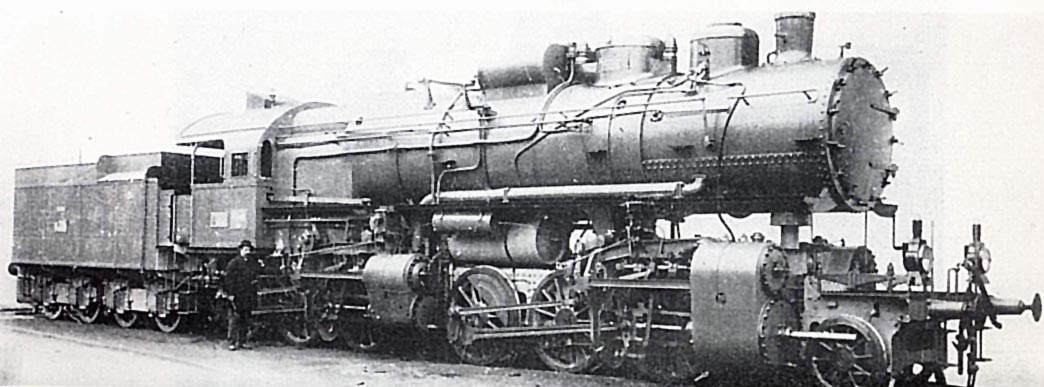
Egykor Európa legerősebb mozdonya: a MÁV 601 sorozata

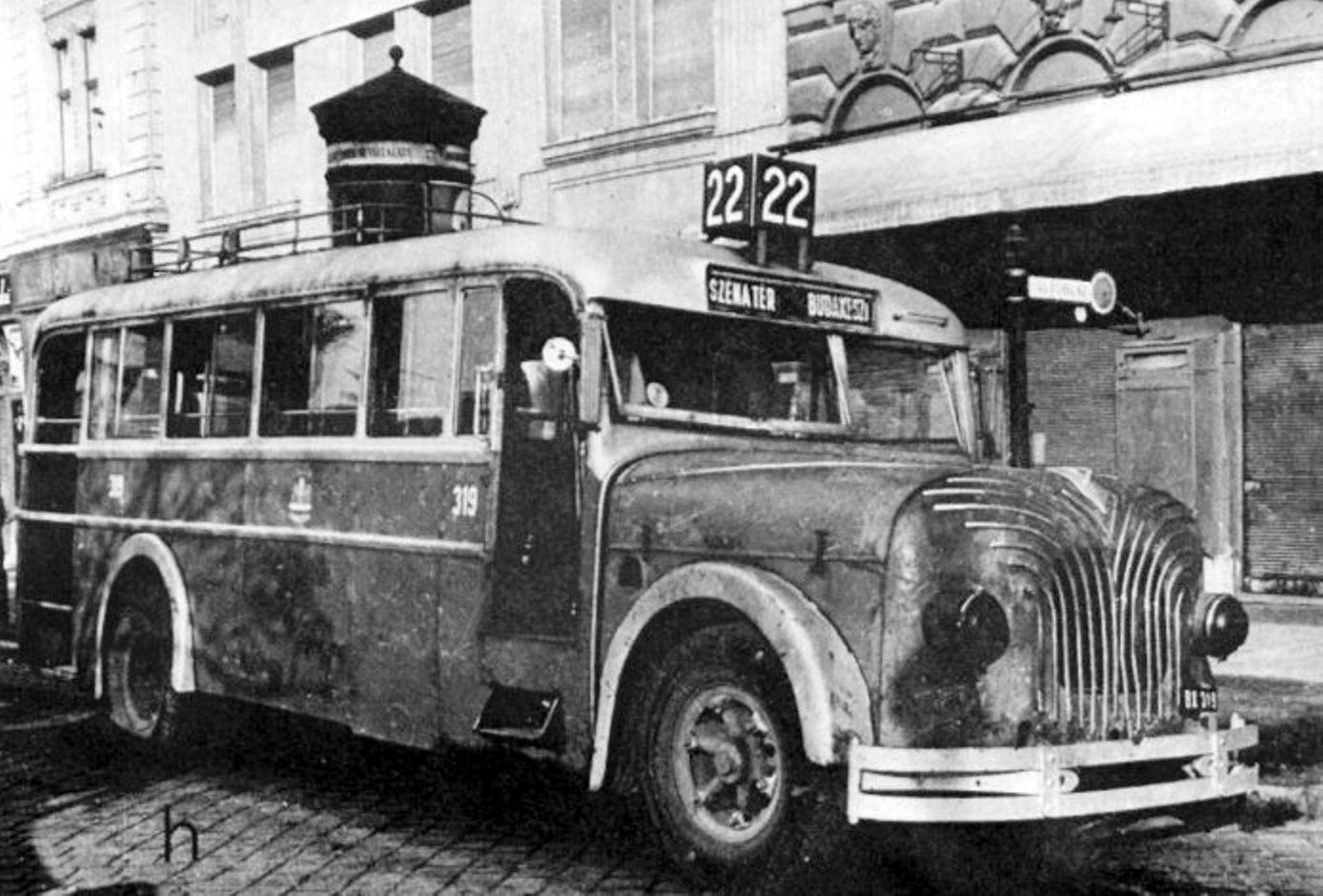
BX 319-es N2h/39 típusú Mávag „harcsaorrú” autóbusz

A 20. század gazdasági visszaeséssel kezdődött: a gyár évi 100 db-os gőzmozdonygyártása 1904-re 44 db esett vissza, ezek majdnem fele is külföldre, főleg Olaszországba készült. A Ganz és Társa cég részére ekkor készítették el a Kandó Kálmán tervei alapján a szintén olasz Valtellina vasút részére gyártott villamos mozdonyok járműszerkezeti részeit (VM1 és VM4 gyári jelleg). Szintén a Ganz és Társa számára a gyár kazánműhelye 159 db de Dion-Bouton-rendszerű gőzfejlesztőt szállított a Ganz gőzmotorkocsijaihoz.
A gyár hídosztálya ekkor jelentős megrendeléseken dolgozott: 1898-ban kezdték építeni és 1903-ban adták át a budapesti Erzsébet lánchidat, mely a kor legjelentősebb hazai műszaki és építészeti teljesítményei közé tartozik. A híd építésének idején a világ legnagyobb, 290 m nyílású lánchídja volt; szerkezete Czekelius Aurél, gyönyörű kapuzatai Nagy Virgil tervei nyomán készültek. Az acélszerkezeteket a Magyar Királyi Állami Vasgyárak készítette. Ebben az időben készült el többek között a 400 m hosszú Algyői vasúti Tisza-híd.
A recesszió elmúltával a gőzmozdonygyártás is újra felfutott: 1910-re már évi 250 db mozdonyt készített a gyár. Az 1900-as években számos, a korábbiaknál jóval nagyobb méretű és teljesítményű gőzmozdonyt tervezett és készített a Magyar Királyi Állami Vasgyárak: így többek között 
- a 71. gyári jellegű, In. osztályú (később: 203 sorozatú) gyorsvonati,
- a 84. gyári jellegű IIIs. osztályú (később: 322 sorozatú) személyvonati,
- a 90., 108., 114. gyári jellegű IIIu. osztályú (később: 324 sorozatú) teher- és személyvonati,
- a 62. gyári jellegű IVe. osztályú (később: 401 sorozatú) Mallet-rendszerű hegyipálya gyorsvonati,
- a 87. gyári jellegű VIm. osztályú (később: 651 sorozatú) Mallet-rendszerű hegyipálya tehervonati,

illetve mellékvonali szolgálatra
- az TV. és TVa. osztályú (később: 375 és 376 sorozatú) univerzális mozdonyokat (gyári jellegük:74., 92., 93., 110. és 115., illetve 91., 109.,116.).

Ezek közül a 324 sorozatú osztályú mozdonyokat évtizedekig, a legnagyobb darabszámban valaha készült magyar gőzmozdonyokként összesen 905 példányban, míg a 375 mozdonyokat fél évszázadon át gyártották – ez utóbbi típus többszörösen korszerűsített változata volt a legutolsó magyar gyártású gőzmozdony is. Az 1908-ban elkészült In. osztály 816 (később 203,015) pályaszámú mozdony volt a gyár 2000. mozdonya. Ekkor a gyár főkonstruktőre – Kordina Zsigmond halála óta – Dvorák Hubert volt.
A hídosztály ekkor készítette többek között a Baja–Bátaszék, a komáromi vasúti és a gombosi Duna-hidakat.
A mezőgazdaság részére a CT és XCT közúti gőzvontatók, különféle lokomobilok és gőzekék is épültek.
1910-es években a gyár néhány kivétellel már csak túlhevítős gőzmozdonyokat épített. A korszak két gyönyörű gyorsvonati mozdonytípusa, az Európa egyik legerősebb 2'C1' tengelyelrendezésű mozdonyának számító 97. és 101. gyári jellegű (301) és a gyengébb felépítményű pályákra is alkalmas 102. és 103. gyári jellegű (327 sorozatú) gőzmozdonyok az első világháború kitöréséig 22, illetve 140 db-os példányszámban készült el. Az 1913-ban átadott 327,023 pályaszámú gőzmozdony volt a gyár 3000. gyári számát viselő mozdonya.
A Magyar Királyi Állami Vasgyárak készítette el Európában a kor legnagyobb méretű és teljesítményű mozdonyának számító 105. szerkezetszámú, 601 sorozatú Mallet-rendszerű univerzális hegyipálya mozdonyt. A típus 31. egysége volt a gyár 4000. gyári számú mozdonya, mely 1917-ben készült el. Ekkorra a gyár éves kapacitása meghaladta a 300 mozdonyt, de az igények egyes kisebb típusok más üzemekben való gyártatását is megkövetelték. A háborús vörösrézhiány miatt 1915-től csak Brotan–Deffner-rendszerű, acél vízcsövekkel határolt tűzszekrényű kazánokkal készültek többek között a már említett 324, 375, 376 és 601 sorozatú mozdonyok is. Elkészültek az első elővárosi mozdonyok is: a három kapcsolt kerékpárú 342 sorozatú mozdonyok és a négy kapcsolt kerékpárú 442 sorozatú mozdonyok első példányai.
Ezen kívül terveket készítettek új, 2'C tengelyelrendezésű gyorsvonati (328 sorozat), 1'D tengelyelrendezésű nehéz teher- és hegyipálya személyvonati (424 sorozat) és C'C tengelyelrendezésű Mallet-rendszerű rendszerű hegyipálya tehervonati (620 sorozat). E típusok közül azonban már csak a 118. szerkezetszámú 328 sorozat gyártása kezdődhetett meg.

## A két világháború között
Az első világháború elvesztése kezdetben nem gyakorolt jelentős hatást a gyár életére. A tanácsköztársaság bukását követő román megszállás során elhurcolt és a trianoni békeszerződés által a szomszéd országoknak ítélt nagy számú korszerű mozdony miatt ugyanis a MÁV nem mondta le a háború alatt született megrendeléseit, így 1923-ig bezárólag több száz új mozdonyt szállíthattak. A gyár igazgatója 1919-től az addig főkonstruktőr, Dvorák Hubert lett. 1925-ben a budapesti és diósgyőri vasgyárakat összevonták a győri Ágyúgyárral és a vállalat új neve Magyar Királyi Állami Vas-, Acél- és Gépgyárak, röviden: MÁVAG lett. Ebben az időszakban a hídosztály két jelentősebb hidat: a dunaföldvári Duna-hidat és a Horthy Miklós (ma Petőfi) hidat.
Mezőgazdasági gépek közül a két háború között a 405 db traktor említhető meg.
A MÁVAG igazgatója 1937. július 1-jétől a kormányzó fia, Horthy István lett.

### A 424-es és társai
1924-re készült el a gyár háború után első új gőzmozdonytípusa, el a magyar gőzmozdonygyártás talán legismertebb sorozata, a később európai hírnévre szert tett 122. gyári jelleg, a 424-es első példánya. A háború alatt született terveket teljesen átdolgozták, a kazán méreteit jelentősen megnövelték és a tengelyelrendezést is módosították. A született megoldás a „célszerű szegény ember” találékonyságának szép példánya: a két háború közötti valamennyi forgalmi igény lefedésére, tehát nehéz tehervonattól a nehéz személy- és gyorsvonatokig, alkalmas volt. Kazánja remekül sikerült, mely a korábbi típusoknál alacsonyabb fogyasztást tett lehetővé. A járműtípus később több, mint három évtizeden át maradt gyártásban, belőlük 514 darabot készített a MÁVAG nemcsak a MÁV, hanem a második világháború után több külföldi vasúttársaság részére is. Ekkor azonban a MÁV szűkülő lehetőségei miatt még csak mindössze 26 db beszerzésére volt lehetősége. A 424,027, egyben a gyár 5000. gyári számú mozdony beszerzésére a gazdasági helyzet már csak hosszas pénzügyi tárgyalások után, voltaképpen presztízsokokból kerülhetett sor. 1928-ban született meg a 424-esek „kistestvérei”, a 126. szerkezetszámú, 22 sorozatú, ún. „motorpótló” gőzmozdonyok, melyek a gazdasági válság miatt lecsökkent forgalomban nemcsak mellékvonali vonatokat, hanem még könnyű fővonali gyorsvonatokat is továbbítottak. Mindkét típusra jellemző volt a többcélú felhasználhatóság, az egyszerű szerkezet, a kis szénfogyasztás és a alacsony fenntartási költségek.
Az 1930-as években a MÁVAG-ot is elérte az ipari formatervezés és az áramvonalasítás szele. Ennek jegyében és a Ganz gyár „ÁRPÁD”-gyorssínautóbuszainak konkurenseként született meg a 129. szerkezetszámú 242 sorozatú áramvonalas szertartályos gőzmozdony. A korlátozott teljesítőképessége miatt azonban nem vált jelentős sorozattá. Az 1930-as évek a rossz gazdasági helyzetben amúgy sem a gőzmozdonygyártásról szólt. A mélypont az 1934. esztendő volt, amikor mindössze 3 db gőzmozdony készülhetett el, de a háború kitöréséig nem volt olyan év, ahol a kibocsátott mennyiség a 20 db-ot elérte volna. Egyedül a kazánműhely termelt komolyabban: indiai megrendelésre 500-nál is több mozdonykazánt szállítottak ki.

### Az első villamos mozdonyok a MÁV részére
A MÁVAG a legelejétől fogva szerepet vállalt a MÁV vasútvillamosításában: a gyárban készült el a 29 db VM7 (V40 sorozatú) és a 3 db VM8 gyári jellegű (V60 sorozatú) Kandó-rendszerű fázisváltós villamos mozdony járműszerkezete.

## Gépkocsigyártás a cégnél: MÁVAG-Ford
Az 1920-as évek végén a MÁVAG is bekapcsolódott az autógyártásba. A MÁVAG először 1928-1929-ben tett kísérletet személyautók gyártására. A stuttgarti Daimler-Benzzel kötött megállapodás alapján kezdték meg a MÁVAG-Mercedes L1000 alvázak gyártását. Az alvázakra személykocsi, mentőautó-, illetve kisbusz karosszériát szereltek. 20 darabból álló széria készült el.
Miután a MÁG 1930-ban beszüntette a személyautók gyártását, egyre nagyobb gondot okozott az 1930-as évek folyamán a taxiállomány elöregedése.
A taxigyártás beindítását is szolgálta a Horthy István vezérigazgató kezdeményezésére a kölni Ford-Werke céggel 1937-ben kötött licenciaszerződés, amelynek alapján a MÁVAG 1938 körül megkezdte a taxiként való felhasználásra szánt Eifel és V8 modellek magyarországi összeszerelését. A kocsikat általában "MÁVAG-Ford" néven emlegetik. A MÁVAG kőbányai úti üzemcsarnokban hamarosan meg is kezdődött a Ford V8 típus összeszerelése. Ebből 1937-ben 120 példány készült el az Autótaxi Rt megrendelésére. A V-8 hengeres motorral szerelt Ford V8 modell azonban inkább a luxuskategóriába tartozott és nem volt taxinak alkalmas.
Ezt követően kezdődött meg a jóval olcsóbb, négyhengeres Ford Eifel modell gyártása, hazai összeszerelése. A kisautó mérete túl kicsi volt és nem volt előnyös a kétajtós kivitel sem. Bár az Eifel modelleket Magyarországon módosították (megnyújtották a tengelytávot), hogy az utasok kényelmét javítsák, végül is a kocsi szerkezetileg nem felelt meg az igényeknek. A Ford Eifel átalakításánál mutatkoztak meg a magyar technológia hiányosságai: az Eifel taxiknak már az első napon eltört a kardántengelyük, ezért vissza kellett szállítani őket a gyárba. A kisebb Eifel modellből 40 darab normál kivitelű és 120 taxi készült, a nagyobb V8-ból 30 normál és 110 taxi a haditermelésre való átállásig. 1938-ban 237 MÁVAG-Ford készült, ebből 120 Ford Eifel és 117 Ford V8-as. Ezzel ért véget a MÁVAG-Ford története.

## A második világháború alatt
A második világháború alatt a MÁVAG a Weiss Manfréd Acél- és Fémművekkel egyetemben az ország legfontosabb hadiüzemévé vált.
A MÁVAG 1938–1939-ben 82 db Toldi könnyű harckocsit, 1940–1941-ben 59 db Turán típusú közepes harckocsit és 135 db Nimród típusú önjáró löveget, 1944-ben pedig 6 db Zrínyi típusú rohamlöveget szállított. Közúti járművek gyártásából is kivette a részét: 1944-ig 1337 db Botond terepjárót, 1853 db különféle LO-típusú tehergépkocsit és autóbusz-alvázat készítettek.
A győri program részeként a gőzmozdonygyártás is felfutott: 1944-ig 218 db gőzmozdony készült, többségükben 424-esek. Német megrendelésre mozdonykazánok is készültek, de ekkor még a gyár nem tudott megfelelő minőségű hegesztett kazánt előállítani, úgyhogy mindössze 25 db-ot szállítottak ki.
A Horthy István igazgatósága alatt létrehozott repülőgép-gyáregység 1939-ben kezdte meg a termelést: kezdetben WM–21 Sólyom és M 25 Nebuló típusú, majd 1942-től Re-2000 Héja, 1943-tól Arado Ar 96 típusú gépek készültek. A gyár 1944. december végén, Budapest ostroma idején szüntette be a termelést.
A hídosztály végezte ebben az időben az újonnan épített Szeretfalva–Déda-vasútvonalon a hidak vasszerkezeteinek legyártását.

## A második világháború után
A második világháború után Magyarországnak tetemes összegű jóvátételt kell fizetnie a Szovjetunió, Csehszlovákia és Jugoszlávia részére. Ennek jelentős részét vasúti járművek szállítása tette ki, melynek keretén belül a MÁVAG 525 darab mozdonyt és mozdonyalkatrészeket szállított öt év alatt. Ez elsősorban 122. szerkezetszámú (424 sorozattal azonos) normál (illetve a Szovjetuniónak széles), 110. szerkezetszámú (375 sorozattal azonos) normál és 70. szerkezetszámú (490 sorozattal azonos) keskeny nyomtávú mozdonyok gyártását jelentette, de hamarosan beindult 135. szerkezetszámon az ЭР sorozat gyártása szovjet tervek alapján. Ez lett a gyár legnagyobb példányszámban épített típusa: 1 350 db készült a típusból, öt példány kivételével a „nagy testvér” részére. A jóvátételi szállítások befejezése után az addig gyártott típusok gyártása folytatódott, immár kereskedelmi szerződések alapján. Szintén szovjet tervek alapján gyártották a КВ4 sorozatú keskenynyomközű mozdonyokat is.
A gyár hídosztályának legfőbb feladata ekkor a háborúban elpusztult hidak újjáépítése volt.
A gyár jelentős közútijármű-szállításokat is végzett az 1940-es évek második felében: 350 db Tr5 típusú (ún. „trambusz”) motoros alvázat, 95 db N5 típusú alvázat és 162 db B5 típusú tehergépkocsit. A mezőgazdasági géposztály több száz T20 és T35 típusú traktort szállított. Ezeket a termékeket később központilag más gyárak (Csepel Autó és az egykori Hofherr) hatáskörébe utalták. Részben jóvátételre, részben kereskedelmi szerződés alapján több száz lokomobil is készült a Szovjetunió részére.
Ebben az időszakban a MÁV igényei igencsak hátra szorultak. Még a háború alatt kezdték meg, de csak 1951-re készült a gyár utolsó saját tervezésű mozdonya, a 130-as szerkezetszámú, a MÁV-nál 303 sorozatjelet kapott nehéz gyorsvonati mozdony. A 303,001 pályaszámú mozdony volt a MÁVAG 6000. gyári számú mozdonya. Ebből a típusból már csak 2 db készült el, míg a 424 sorozat kazánján alapuló 1'E tengelyelrendezésű tehervonati, valamint 2'D2' tengelyelrendezésű helyi személyvonati mozdonyok, valamint egy E tengelyelrendezésű tolató gőzmozdony egyáltalán nem került gyártásba arra hivatkozva, hogy helyettük dízelmozdonyok gyártására kell áttérni. A döntés mai szemmel elhamarkodottnak tekinthető, mivel a dízel- és villamos mozdonyok fejlesztése igen nehezen haladt és ez az 1960-as évekre a MÁV-nál komoly vontatójármű-hiányt okozott.
A MÁV számottevő mennyiségben csak 1955-től juthatott új gőzmozdonyokhoz és ezek is a már régóta gyártott 424 és 375 sorozatú gőzösöket jelentették. Az előbbi típus gyártása 1958-ban fejeződött be, míg az utolsó Magyarországon gyártott gőzmozdonyként a 7578. gyári számú 375,1032 pályaszámú mozdony 1959 márciusában hagyta el, a már új nevű és szervezetű (lásd lejjebb) gyár kapuját.
A gyár háború utáni első villamos mozdonya a VM10 gyári típusjelű öttengelyes fázis- és frekvenciaátalakítós mozdony volt, melyből 1950 és 1957 között 12 db készült. Elsősorban a háttéripar elmaradottsága miatt folyamatos határidő-csúszással készültek, és alacsony megbízhatósággal üzemeltek.
Dízelmozdonyok tervezésére típusprogramot dolgoztak ki. A DVM2 gyári típusjelű 600 lóerős, nehéz tolató és könnyű vonali dízel-villamos mozdonyok első példánya a Ganz gyárral együttműködve 1954 végére készült el és a MÁV-nál M424,5001 pályaszámot kapta. Ez a típus 195-től M44 sorozatjellel készült és nagy sikert aratott. A DHM1-gyel jelölt 450 lóerős dízel-hidraulikus tolatómozdonyok első példánya Egyiptom vasútja számára 1957-re készült el. Ez a típus a dízelmotorok hibájából kezdetben rengeteg fejfájást, sőt presztízsveszteséget is okozott a két gyárnak. Még rosszabbul járt a szintén 1957-re elkészült egyetlen M601 sorozatú nehéz fővonali mozdony, mely szintén a dízelmotor hibájából soha nem került sorozatgyártásra.
Mivel az iparpolitika akkori vezetői a gőzmozdonygyártás megszüntetése és a dízelmozdony-gyártás erőteljes fejlesztése mellett döntöttek, nem látszott célszerűnek a járműszerkezeti részt gyártó MÁVAG és a gépezeti berendezésért felelős, időközben államosított Ganz gyár külön szervezetként való működtetése, így a két, amúgy is egymás tőszomszédságában található üzem egyesítése: így 1959. január 1-jétől a két üzem egy vállalatként, Ganz–MÁVAG Mozdony- Vagon- és Gépgyár néven működött tovább.

## A MÁVAG-kolónia és a Tisztviselőtelep

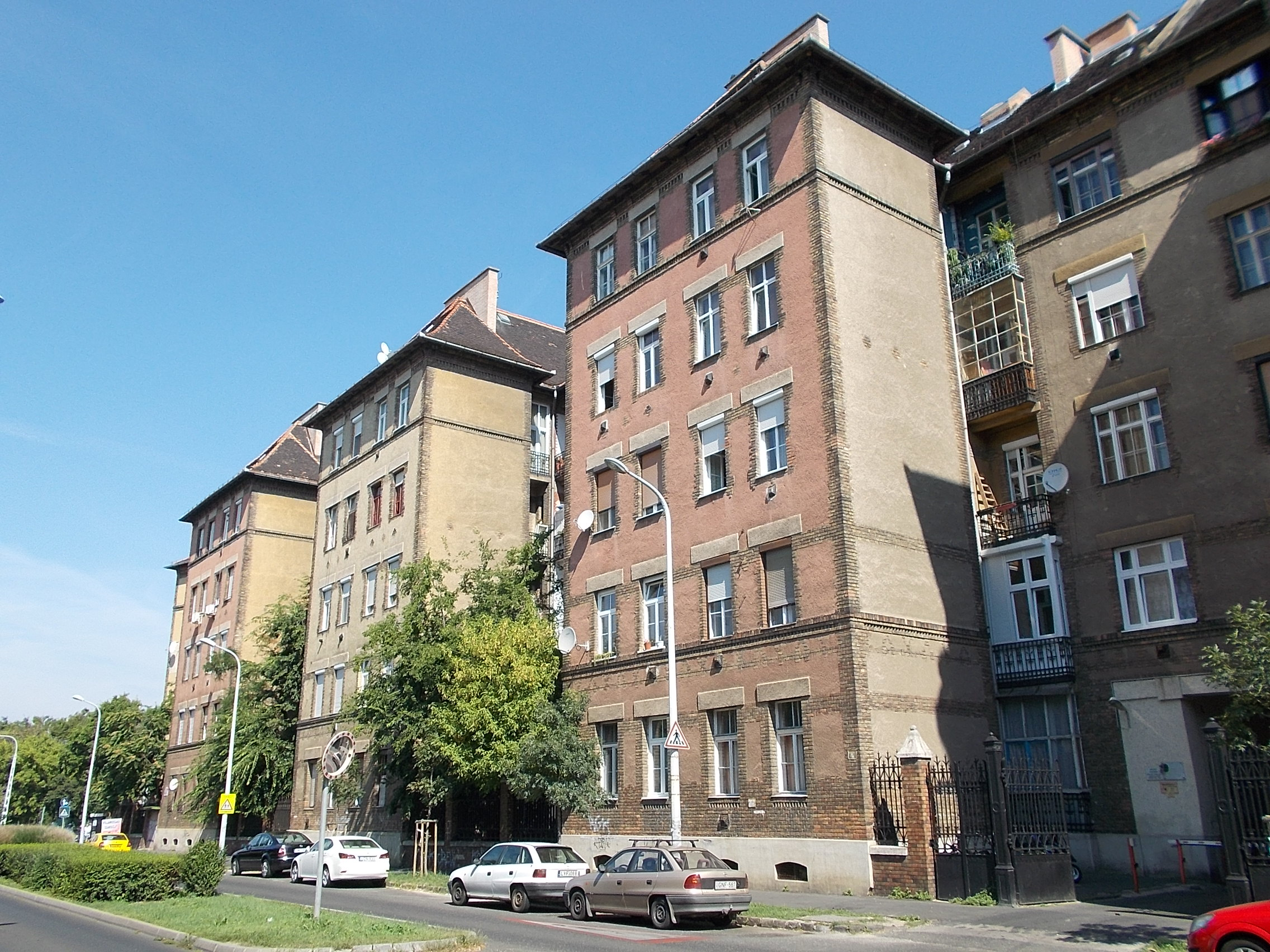
A MÁVAG-kolónia épületei

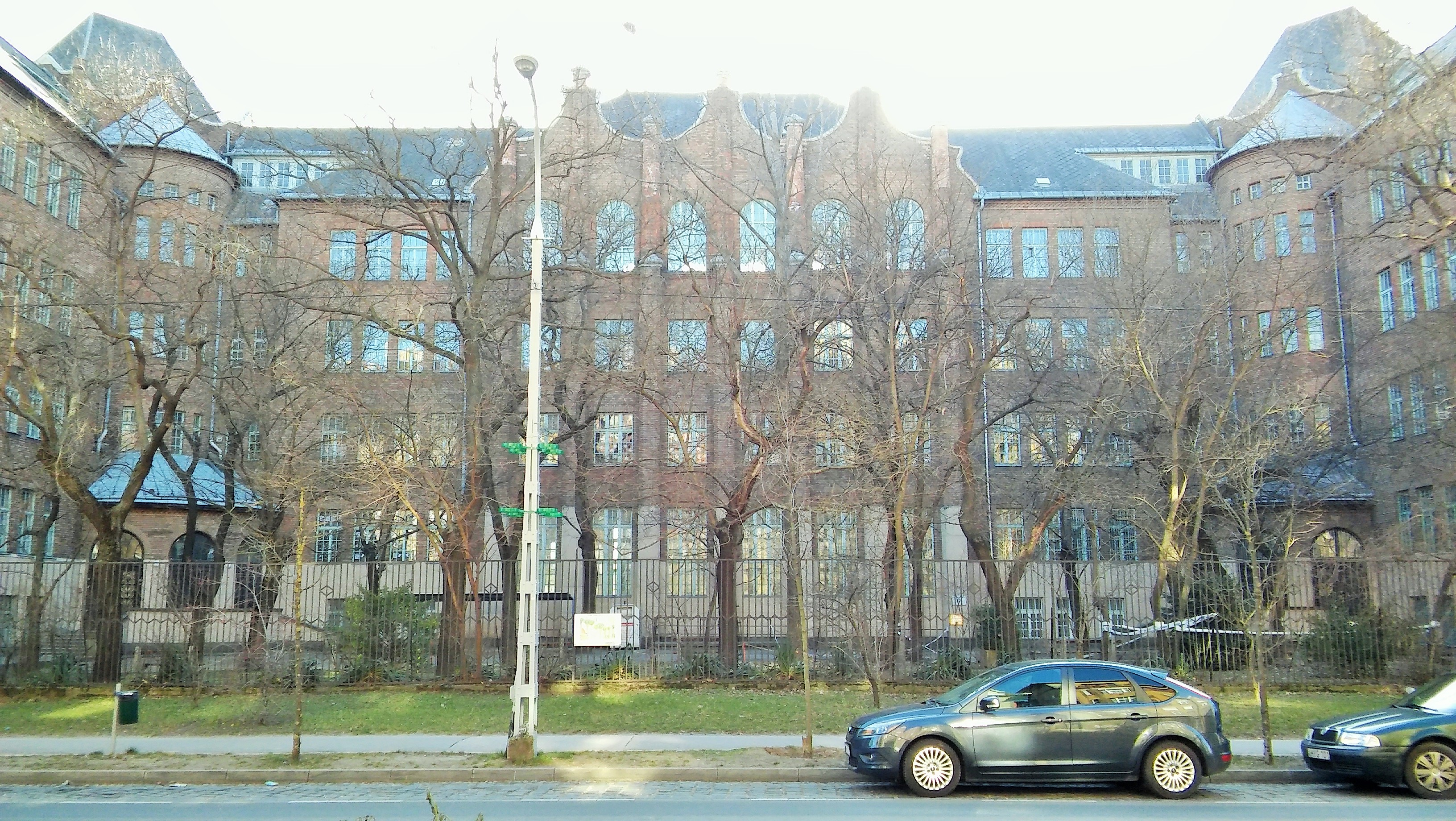
Az iskolaépület

## A Gépgyárban készült vasúti járművek gyári jelölési rendszere
A gyárban készült minden vasúti jármű egyedi jelölést, úgynevezett gyári számot kapott. A számozás mind a gőz-, villamos- és dízelmozdonyok, mind a szerkocsik esetében 1-től indult és típustól függetlenül jellemzően a rendelések beérkezésének sorrendjében került kiosztásra (egy adott időpontban több típusra beérkezett rendelésnél típusonként foglaltak le a készítendő járműveknek egy-egy egymás utáni gyáriszám-tartományt). A mozdonyok tehát nem feltétlenül a gyári számok sorrendjében gördültek ki a gyárkapun és a gyári szám nem utalt a mozdony típusára. Megrendelés visszavonása esetén a gyári számokat általában újra felhasználták, bár az ellenkezőjére is volt példa: a gyárban összesen 7573 db gőzmozdony készült, azonban az utolsó példány a 7578-as gyári számot viselte.
Az egyes járműtípusokat 1890-ig egy nagybetűből (esetleg egy kisbetűvel kiegészítve) és egy, alsó indexben szereplő arab szám jelezte, ezt egészített ki egy, a felső indexbe helyezett római szám, amely a típuson belüli gyártási sorozatra, alváltozatra utalt. A betű(k) a mozdony felhasználási területére utalt, az arab szám jelölte, hogy az adott kategórián belül hányadik típusról van szó. Így például a MÁV-nál eredetileg IIIe. osztályba sorolt, 1911-től a 326,011 pályaszámot viselő mozdony a D3I gyári típusjellel készült, azaz a harmadik tehervonati mozdonytípus első gyártási sorozatában.
A gyár 1890-től új rendszert vezetett be, innentől a mozdonyok típusát – jellegükre való minden utalás nélkül – egy arab szám, az úgynevezett szerkezetszám jelezte, melyet a gyári számhoz hasonlóan a rendelések beérkezésének sorrendjében osztottak ki. Az adott típuson belüli gyártási sorozatot pedig a felső indexbe helyezett (később pedig egyszerűen kötőjellel a szerkezetszám után írt) arab számmal jelölték. A régi jelölési rendszerrel készült típusokat visszamenőleg besorolták az új szisztémába – a nevezett mozdonyé például 131 (a tizenharmadik gőzmozdonytípus első gyártási sorozata) lett, a típusra pedig mint a "13 számú szerkezet" utaltak. A gyári számokkal ellentétben a már lefoglalt szerkezetszámot akkor sem adták ki újra, ha az adott típusból végül egyetlen példány sem készült. Így a 137 gőzmozdony-szerkezetszámból csak 131 esetén készült ténylegesen jármű.
A gőzmozdonyok szerkocsijainál – a gyári számhoz hasonlóan külön futó számsorozattal – ugyanezt a rendszert alkalmazták, későbbiekben a szerkezetszám "S" előtaggal egészült ki. A villamos mozdonyok esetében a szerkezetszám "VM" előtaggal, dízelmozdonyok esetén – erőátviteltől függően – "DVM" (villamos erőátvitel, kezdetben "DEM"-ként jelölve), "DMM" (mechanikus erőátvitel), illetve "DHM" (hidraulikus erőátvitel) rendelkezett. Az üzemben a két világháború között néhány motorkocsi is készült, itt a szerkezetszám "GyK" (gyorskocsi) előtagot kapott.